# Aachener Turn- und Sportverein Alemannia 1900 1988-1989
Questa voce raccoglie le informazioni riguardanti l'Aachener Turn- und Sportverein Alemannia 1900 nelle competizioni ufficiali della stagione 1988-1989.

## Stagione
Nella stagione 1988-1989 l'Alemannia, allenato da Peter Neururer e Rolf Grünther, concluse il campionato di 2. Bundesliga al 7º posto. In Coppa di Germania l'Alemannia fu eliminato agli ottavi di finale dal Bayer Uerdingen.

## Rosa
| N. |                      | Ruolo | Calciatore          |
| -- | -------------------- | ----- | ------------------- |
|    | Germania (bandiera)  | P     | Johannes Kau        |
|    | Finlandia (bandiera) | P     | Petteri Korkala     |
|    | Germania (bandiera)  | D     | Andreas Goss        |
|    | Germania (bandiera)  | D     | Johannes Nelles     |
|    | Germania (bandiera)  | D     | Dietmar Schacht     |
|    | Germania (bandiera)  | D     | Frank Schlutter     |
|    | Germania (bandiera)  | D     | Manfred Vigna       |
|    | Germania (bandiera)  | C     | Jörg Beyel          |
|    | Germania (bandiera)  | C     | Andreas Brandts     |
|    | Germania (bandiera)  | C     | Norbert Buschlinger |
|    | Germania (bandiera)  | C     | Holger Gresens      |
|    | Germania (bandiera)  | C     | Markus Högner       |
|    | Serbia (bandiera)    | C     | Vlado Jelic         |
|    | Spagna (bandiera)    | C     | Jo Montanes         |

| N. |                        | Ruolo | Calciatore        |
| -- | ---------------------- | ----- | ----------------- |
|    | Germania (bandiera)    | C     | Ralf Jörres       |
|    | Germania (bandiera)    | C     | Hans-Peter Lipka  |
|    | Germania (bandiera)    | C     | Peter Sitek       |
|    | Germania (bandiera)    | C     | Erik Wagner       |
|    | Germania (bandiera)    | C     | Josef Zschau      |
|    | Germania (bandiera)    | C     | Bernd Zumbe       |
|    | Germania (bandiera)    | A     | Leo Bunk          |
|    | Germania (bandiera)    | A     | Karl Del'Haye     |
|    | Germania (bandiera)    | A     | Günter Delzepich  |
|    | Germania (bandiera)    | A     | Mario Krohm       |
|    | Paesi Bassi (bandiera) | A     | Jeffrey Rosenau   |
|    | Germania (bandiera)    | A     | Peter Sendscheid  |
|    | Germania (bandiera)    | A     | Frank Weber       |
|    | Germania (bandiera)    | A     | Egbert Zimmermann |

## Organigramma societario
Area tecnica
- Allenatore: Rolf Grünther
- Allenatore in seconda:
- Preparatore dei portieri:
- Preparatori atletici:

## Calciomercato

### Sessione estiva
| Acquisti | Acquisti        | Acquisti                | Acquisti |
| R.       | Nome            | da                      | Modalità |
| -------- | --------------- | ----------------------- | -------- |
| C        | Jörg Beyel      | Alemannia Aquisgrana II |          |
| P        | Petteri Korkala | VVV-Venlo               |          |

| Cessioni | Cessioni         | Cessioni              | Cessioni |
| R.       | Nome             | a                     | Modalità |
| -------- | ---------------- | --------------------- | -------- |
| C        | Theo Gries       | Hertha Berlino        |          |
| A        | Lassaâd Abdelli  | Sérésien              |          |
| P        | Heinz Böhmann    | Saarbrücken           |          |
| D        | Mirko Braun      | VfR Aachen-Forst      |          |
| D        | Mike Kahlhofen   | Rot-Weiss Francoforte |          |
| A        | Klaus Klock      | Union Solingen        |          |
| C        | Pascal Notthoff  | Wuppertal             |          |
| A        | Thorsten Schmitz | SC Jülich 1910        |          |

### Sessione invernale
| Acquisti | Acquisti         | Acquisti       | Acquisti |
| R.       | Nome             | da             | Modalità |
| -------- | ---------------- | -------------- | -------- |
| C        | Hans-Peter Lipka | Arīs Salonicco |          |

| Cessioni | Cessioni     | Cessioni        | Cessioni |
| R.       | Nome         | a               | Modalità |
| -------- | ------------ | --------------- | -------- |
| D        | Peter Ritter | Fortuna Colonia |          |

## Risultati

### 2. Bundesliga

#### Girone di andata
| Arbitro: | Birlenbach |

|            |           |               |
| Gaedke 49’ | Marcatori | 4’, 58’ Gries |

| Arbitro: | Scheuerer |

|                        |           |  |
| Zschau 21’ Schacht 73’ | Marcatori |  |

| Arbitro: | Merk |

|           |           |           |
| Klotz 31’ | Marcatori | 72’ Krohm |

| Arbitro: | Harder |

|                            |           |                            |
| Brandts 16’ Sendscheid 62’ | Marcatori | 30’ Hoffmann 75’ Ellmerich |

| Arbitro: | Correll |

|  |           |                 |
|  | Marcatori | 32’ Buchheister |

| Arbitro: | Brückner |

|                                 |           |          |
| Griehsbach 52’ Laibach 61’, 90’ | Marcatori | 26’ Bunk |

| Arbitro: | Krug |

|  |           |           |
|  | Marcatori | 24’ Höfer |

| Arbitro: | Heitmann |

|  |           |          |
|  | Marcatori | 77’ Bunk |

| Arbitro: | Wolf |

|                      |           |           |
| Bunk 28’ Schacht 49’ | Marcatori | 74’ Glöde |

| Arbitro: | Strigel |

|                     |           |  |
| Yeboah 13’ Fuhl 68’ | Marcatori |  |

| Arbitro: | Theobald |

|                        |           |  |
| Bunk 28’ Delzepich 81’ | Marcatori |  |

| Arbitro: | Schneider |

|                                         |           |  |
| Aussem 14’ Fuchs 48’, 56’ Niggemann 64’ | Marcatori |  |

| Arbitro: | Gangkofer |

|                                       |           |  |
| Delzepich 61’ Sendscheid 77’ Bunk 85’ | Marcatori |  |

| Arbitro: | Mölm |

|                                          |           |            |
| Mohr 51’ Haun 58’ Schuhmacher 71’ (rig.) | Marcatori | 41’ Zschau |

| Arbitro: | Retzmann |

|                                                          |           |                                    |
| Schacht 9’ Zschau 18’ Krohm 20’ Sendscheid 34’ Sitek 88’ | Marcatori | 25’ Scheler 41’ Staudner 47’ Wolff |

| Arbitro: | Föckler |

|                                        |           |                 |
| Jankovic 7’ (rig.), 69’ Kollenberg 65’ | Marcatori | 13’ (rig.) Bunk |

| Arbitro: | Neumann |

|           |           |                           |
| Krohm 86’ | Marcatori | 38’ Kroninger 73’ Schäfer |

| Arbitro: | Lehnardt |

|                        |           |  |
| Higl 46’ Kurt 65’, 70’ | Marcatori |  |

| Arbitro: | Holst |

|                                       |           |  |
| Bunk 17’ Sendscheid 73’ Delzepich 90’ | Marcatori |  |

#### Girone di ritorno
| Arbitro: | Wittke |

|                           |           |  |
| Schacht 8’ Weber 14’, 48’ | Marcatori |  |

| Arbitro: | Bruch |

|                          |           |                           |
| Klinkert 15’ Goldbæk 26’ | Marcatori | 53’ Sendscheid 70’ Zschau |

| Arbitro: | Broska |

|                              |           |                    |
| Sendscheid 18’ Delzepich 69’ | Marcatori | 63’ (rig.) Demandt |

| Arbitro: | Amerell |

|               |           |               |
| Jurgeleit 27’ | Marcatori | 50’ Delzepich |

| Arbitro: | Fröhlich |

|  |           |            |
|  | Marcatori | 75’ Wagner |

| Arbitro: | Albrecht |

|                             |           |          |
| Zschau 56’, 67’ Brandts 63’ | Marcatori | 19’ Koch |

| Arbitro: | Ren |

|              |           |                          |
| Lindenau 57’ | Marcatori | 69’ Weber 75’ Sendscheid |

| Arbitro: | Steinborn |

|  |           |                |
|  | Marcatori | 43’ Eichenauer |

| Arbitro: | Schmidt |

|                      |           |                                  |
| Holze 43’ Twyrdy 63’ | Marcatori | 77’ (aut.) Twyrdy 82’ Sendscheid |

| Arbitro: | Brückner |

|           |           |            |
| Sitek 69’ | Marcatori | 68’ Yeboah |

| Arbitro: | Schneider |

|                    |           |                |
| Brefort 80’ (rig.) | Marcatori | 26’ Sendscheid |

| Arbitro: | Merk |

|                                    |           |            |
| Zschau 3’ Sitek 39’ Sendscheid 62’ | Marcatori | 73’ Hamann |

| Arbitro: | Eli |

|  |           |                            |
|  | Marcatori | 71’ (rig.), 90’ Zimmermann |

| Arbitro: | Holst |

|                                              |           |                             |
| Zimmermann 17’, 90’ Sendscheid 19’, 21’, 49’ | Marcatori | 83’ Hönnscheidt 89’ Schäfer |

| Arbitro: | Lehnardt |

|  |           |                     |
|  | Marcatori | 12’, 90’ Zimmermann |

| Arbitro: | Birlenbach |

|  |           |                     |
|  | Marcatori | 48’ Bach 73’ Banach |

| Arbitro: | Kriegelstein |

|                           |           |  |
| Kloss 29’, 55’ Müller 90’ | Marcatori |  |

| Arbitro: | Kentsch |

|             |           |                                       |
| Schacht 60’ | Marcatori | 19’ Weber 28’ Majka 68’ Higl 81’ Kurt |

| Arbitro: | Zimmermann |

|                              |           |  |
| van der Pütten 45’ Myyry 72’ | Marcatori |  |

### Coppa di Germania
| Arbitro: | Geyer |

|           |           |                                          |
| Nuber 66’ | Marcatori | 23’, 76’ Krohm 53’ Sendscheid 90’ Wagner |

| Arbitro: | Bauer |

|          |           |                          |
| Kopp 87’ | Marcatori | 39’ Gries 78’ Sendscheid |

| Arbitro: | Boos |

|             |           |                                              |
| Schacht 53’ | Marcatori | 41’ Mathy 72’ Bartram 88’ Kuntz 90’ Witeczek |

## Statistiche

### Statistiche di squadra
| Competizione      | Punti | In casa | In casa | In casa | In casa | In casa | In casa | In trasferta | In trasferta | In trasferta | In trasferta | In trasferta | In trasferta | Totale | Totale | Totale | Totale | Totale | Totale | DR |
| Competizione      | Punti | G       | V       | N       | P       | Gf      | Gs      | G            | V            | N            | P            | Gf           | Gs           | G      | V      | N      | P      | Gf     | Gs     | DR |
| ----------------- | ----- | ------- | ------- | ------- | ------- | ------- | ------- | ------------ | ------------ | ------------ | ------------ | ------------ | ------------ | ------ | ------ | ------ | ------ | ------ | ------ | -- |
| 2. Bundesliga     | 41    | 19      | 11      | 2       | 6       | 38      | 23      | 19           | 6            | 5            | 8            | 20           | 32           | 38     | 17     | 7      | 14     | 58     | 55     | +3 |
| Coppa di Germania | -     | 1       | 0       | 0       | 1       | 1       | 4       | 2            | 2            | 0            | 0            | 6            | 2            | 3      | 2      | 0      | 1      | 7      | 6      | +1 |
| Totale            | 41    | 20      | 11      | 2       | 7       | 39      | 27      | 21           | 8            | 5            | 8            | 26           | 34           | 41     | 19     | 7      | 15     | 65     | 61     | +4 |

### Andamento in campionato
| Giornata  | 1 | 2 | 3 | 4 | 5 | 6 | 7  | 8  | 9 | 10 | 11 | 12 | 13 | 14 | 15 | 16 | 17 | 18 | 19 | 20 | 21 | 22 | 23 | 24 | 25 | 26 | 27 | 28 | 29 | 30 | 31 | 32 | 33 | 34 | 35 | 36 | 37 | 38 |
| --------- | - | - | - | - | - | - | -- | -- | - | -- | -- | -- | -- | -- | -- | -- | -- | -- | -- | -- | -- | -- | -- | -- | -- | -- | -- | -- | -- | -- | -- | -- | -- | -- | -- | -- | -- | -- |
| Luogo     | T | C | T | C | C | T | C  | T  | C | T  | C  | T  | C  | T  | C  | T  | C  | T  | C  | C  | T  | C  | T  | T  | C  | T  | C  | T  | C  | T  | C  | T  | C  | T  | C  | T  | C  | T  |
| Risultato | V | V | N | N | P | P | P  | V  | V | P  | V  | P  | V  | P  | V  | P  | P  | P  | V  | V  | N  | V  | N  | V  | V  | V  | P  | N  | N  | N  | V  | V  | V  | V  | P  | P  | P  | P  |
| Posizione | 4 | 2 | 2 | 3 | 6 | 8 | 12 | 10 | 9 | 11 | 8  | 11 | 10 | 11 | 8  | 10 | 12 | 12 | 12 | 11 | 10 | 8  | 8  | 7  | 7  | 5  | 7  | 5  | 7  | 6  | 5  | 5  | 4  | 4  | 5  | 6  | 6  | 7  |

Legenda:

Luogo: C = Casa; T = Trasferta. Risultato: V = Vittoria; N = Pareggio; P = Sconfitta.

### Statistiche dei giocatori
| Giocatore      | 2. Bundesliga | 2. Bundesliga | 2. Bundesliga | 2. Bundesliga | Coppa di Germania | Coppa di Germania | Coppa di Germania | Coppa di Germania | Totale   | Totale | Totale      | Totale     |
| Giocatore      | Presenze      | Reti          | Ammonizioni   | Espulsioni    | Presenze          | Reti              | Ammonizioni       | Espulsioni        | Presenze | Reti   | Ammonizioni | Espulsioni |
| -------------- | ------------- | ------------- | ------------- | ------------- | ----------------- | ----------------- | ----------------- | ----------------- | -------- | ------ | ----------- | ---------- |
| J. Beyel       | 3             | 0             | 0             | 0             | 0                 | 0                 | 0                 | 0                 | 3        | 0      | 0           | 0          |
| A. Brandts     | 36            | 2             | 6             | 0             | 3                 | 0                 | 0                 | 0                 | 39       | 2      | 6           | 0          |
| L. Bunk        | 22            | 7             | 0             | 0             | 1                 | 0                 | 0                 | 0                 | 23       | 7      | 0           | 0          |
| N. Buschlinger | 32            | 0             | 3             | 0             | 3                 | 0                 | 0                 | 0                 | 35       | 0      | 3           | 0          |
| K. Del'Haye    | 0             | 0             | 0             | 0             | 0                 | 0                 | 0                 | 0                 | 0        | 0      | 0           | 0          |
| G. Delzepich   | 35            | 5             | 10            | 0             | 3                 | 0                 | 0                 | 0                 | 38       | 5      | 10          | 0          |
| A. Goss        | 2             | 0             | 0             | 0             | 0                 | 0                 | 0                 | 0                 | 2        | 0      | 0           | 0          |
| H. Gresens     | 37            | 0             | 6             | 0             | 3                 | 0                 | 0                 | 0                 | 40       | 0      | 6           | 0          |
| T. Gries       | 13            | 2             | 1             | 0             | 2                 | 1                 | 0                 | 0                 | 15       | 3      | 1           | 0          |
| M. Högner      | 2             | 0             | 0             | 0             | 0                 | 0                 | 0                 | 0                 | 2        | 0      | 0           | 0          |
| V. Jelic       | 1             | 0             | 1             | 0             | 0                 | 0                 | 0                 | 0                 | 1        | 0      | 1           | 0          |
| R. Jörres      | 0             | 0             | 0             | 0             | 0                 | 0                 | 0                 | 0                 | 0        | 0      | 0           | 0          |
| J. Kau         | 34            | 0             | 1             | 1             | 3                 | 0                 | 0                 | 0                 | 37       | 0      | 1           | 1          |
| P. Korkala     | 4             | 0             | 0             | 0             | 0                 | 0                 | 0                 | 0                 | 4        | 0      | 0           | 0          |
| M. Krohm       | 15            | 3             | 0             | 1             | 2                 | 2                 | 0                 | 0                 | 17       | 5      | 0           | 1          |
| H. Lipka       | 16            | 0             | 1             | 0             | 1                 | 0                 | 0                 | 0                 | 17       | 0      | 1           | 0          |
| J. Montanes    | 4             | 0             | 1             | 0             | 0                 | 0                 | 0                 | 0                 | 4        | 0      | 1           | 0          |
| J. Nelles      | 27            | 0             | 2             | 1             | 3                 | 0                 | 0                 | 0                 | 30       | 0      | 2           | 1          |
| P. Ritter      | 19            | 0             | 3             | 0             | 2                 | 0                 | 0                 | 0                 | 21       | 0      | 3           | 0          |
| J. Rosenau     | 0             | 0             | 0             | 0             | 0                 | 0                 | 0                 | 0                 | 0        | 0      | 0           | 0          |
| D. Schacht     | 37            | 5             | 6             | 0             | 3                 | 1                 | 1                 | 0                 | 40       | 6      | 7           | 0          |
| F. Schlutter   | 0             | 0             | 0             | 0             | 0                 | 0                 | 0                 | 0                 | 0        | 0      | 0           | 0          |
| P. Sendscheid  | 36            | 13            | 4             | 1             | 3                 | 2                 | 0                 | 0                 | 39       | 15     | 4           | 1          |
| P. Sitek       | 23            | 3             | 5             | 0             | 2                 | 0                 | 0                 | 0                 | 25       | 3      | 5           | 0          |
| M. Vigna       | 2             | 0             | 1             | 0             | 0                 | 0                 | 0                 | 0                 | 2        | 0      | 1           | 0          |
| E. Wagner      | 19            | 1             | 0             | 0             | 1                 | 1                 | 0                 | 0                 | 20       | 2      | 0           | 0          |
| F. Weber       | 15            | 3             | 1             | 0             | 0                 | 0                 | 0                 | 0                 | 15       | 3      | 1           | 0          |
| E. Zimmermann  | 26            | 6             | 7             | 1             | 2                 | 0                 | 2                 | 0                 | 28       | 6      | 9           | 1          |
| J. Zschau      | 26            | 7             | 3             | 1             | 2                 | 0                 | 0                 | 0                 | 28       | 7      | 3           | 1          |
| B. Zumbe       | 1             | 0             | 0             | 0             | 0                 | 0                 | 0                 | 0                 | 1        | 0      | 0           | 0          |